# Съвместен парад на Вермахта и Червената армия в Брест
Съвместният парад на Вермахта и Червената армия в Брест (на немски: Deutsch-sowjetische Siegesparade in Brest-Litowsk; на руски: Совместный парад вермахта и РККА в Бресте) се провежда на 22 септември 1939 г. по случай предаването на град Брест от Вермахта на Червената армия, съгласно договореното месец по-рано в Москва по пакта Рибентроп-Молотов.
По главната улица на Брест преминава 19-и моторизиран корпус на Вермахта (с командир генерал от танковите войски Хайнц Гудериан), непосредствено последван от 29-а танкова бригада Червената армия (с командир комбриг Семьон Кривошеин).
Парадът завършва с тържествено спускане на флага със свастиката на Нацистка Германия и издигането на съветското знаме със сърпа и чука, символизирайки мирното предаване и приемане на контрола над историческия град.